# Rogelio Flores
Jorge Rogelio Flores Arrazola (Ciudad de Guatemala; 17 de mayo de 1954) es un exfutbolista guatemalteco que se desempeñaba como guardameta.

## Clubes
| Club                  | País        | Año       |
| --------------------- | ----------- | --------- |
| Municipal             | Guatemala   | 1972-1981 |
| Finanzas Industriales | Guatemala   | 1981-1982 |
| Águila                | El Salvador | 1982-1983 |
| Suchitepéquez         | Guatemala   | 1983-1984 |
| Tipografía Nacional   | Guatemala   | 1984-1986 |
| Municipal             | Guatemala   | 1986-1987 |
| FAS                   | El Salvador | 1987-1989 |
| Municipal             | Guatemala   | 1989-1990 |
| Suchitepéquez         | Guatemala   | 1991      |
| Escuintla             | Guatemala   | 1991      |
| Tipografía Nacional   | Guatemala   | 1992-1993 |

## Palmarés

### Títulos nacionales
| Título                    | Equipo    | País        | Año     |
| ------------------------- | --------- | ----------- | ------- |
| Liga Nacional             | Municipal | Guatemala   | 1973    |
| Liga Nacional             | Municipal | Guatemala   | 1974    |
| Liga Nacional             | Municipal | Guatemala   | 1976    |
| Copa Campeón de Campeones | Municipal | Guatemala   | 1977    |
| Primera División          | Águila    | El Salvador | 1983    |
| Liga Nacional             | Municipal | Guatemala   | 1987    |
| Liga Nacional             | Municipal | Guatemala   | 1989-90 |

### Títulos internacionales
| Título                           | Equipo    | País      | Año  |
| -------------------------------- | --------- | --------- | ---- |
| Copa Fraternidad Centroamericana | Municipal | Guatemala | 1974 |
| Copa de Campeones de la Concacaf | Municipal | Guatemala | 1974 |
| Copa Fraternidad Centroamericana | Municipal | Guatemala | 1977 |

### Distinciones individuales
| Distinción                                     | Año  |
| ---------------------------------------------- | ---- |
| Menos vencido de la Liga Nacional de Guatemala | 1984 |